# بني ورسوس
بني ورسوس إحدى بلديات دائرة الرمشي بولاية تلمسان الجزائرية. تقع شمال شرق ولاية تلمسان تبلغ مساحتها 171 كم² وعدد سكانها حسب إحصاء 2008 يبلغ 12110 نسمة.
أغلب سكان بني ورسوس يتجمعون حول مقر البلدية المسّمى برج عريمة بالإضافة إلى قرى سيدي بنضياف زاغو دحمان زناينة تيزاغن سوق الأربعاء بوقيو أولاد داود ....إلخ.
للبلدية طابع فلاحي محض حيث تعد زراعة الحبوب المصدر الأساسي للعيش ومن ثم الزراعة داخل البيوت البلاستيكية خاصة الخيار والطماطم و الفلفل بنوعيه الحار والحلو و كذلك بعض الخضروات الأخرى خاصة البطاطا الفول والبزلاء ...إلخ.
أما الصناعة فمنعدمة تقريبا اللهم إلا بعض ورشات الطوب الخرساني أو محجرة وحيدة.

## التاريخ
معنى اسم بني ورسوس  هو بني الأسود حسب مايتداوله شيوخ المنطقة و أعلامها و يرجح هذا القول لوجود غابة كثيفة كانت تحوي اسودا قديما حسب روايات متداولة[بحاجة لمصدر]